# Asino (città)
Asino è una cittadina della Russia siberiana occidentale (oblast' di Tomsk), situata sul fiume Čulym, a circa 380 km di distanza in direzione ovest dal capoluogo Tomsk. La cittadina è capoluogo dell'Asinovskij rajon.

## Storia
Fu fondata nel 1896 con il nome di Ksenievskij. Dal 1930 conobbe un notevole sviluppo in seguito alla costruzione della ferrovia per Tomsk. Nel 1953 venne dichiarata città.

## Economia
L'economia cittadina si basa soprattutto sulla coltivazione dei cereali, sull'allevamento dei suini e sulla lavorazione industriale del legno.